# Mar Catalana
La mar Catalana és l'àrea de la mar Mediterrània occidental situada al mar Balear entre la costa est de la península Ibèrica i l'arxipèlag Balear. Té una superfície aproximada de 74.000 km², un volum d'uns 61.000 km³ i una profunditat màxima de 2.500 metres. El seu límit nord està delimitat per la línia que va del Cap de Sant Sebastià, a la costa de Catalunya, i el Cap de Favàritx, una punta nord-oriental de la costa de Menorca. El límit sud-est està delimitat per la línia que va del Cap de Favàritx al Cap de Sant Antoni al País Valencià, incloent-hi les costes de les Illes Balears i els canals d'Eivissa, Mallorca i Menorca.

La mar Catalana banya exclusivament les costes dels Països Catalans. Els ports més importants són els de Barcelona, Tarragona, la Ràpita, Castelló de la Plana, Sagunt, València, Dénia i Ciutadella de Menorca.

## Denominació
Existeix certa confusió entre les denominacions de «mar Catalana» i «mar Balear», encara que corresponen a dos àmbits diferents: la mar Catalana és una de les dues mars que formen la mar Balear. Tot i que la mar Catalana és una subconca topogràficament molt ben definida, la seva denominació no té tanta tradició com altres mars mediterrànies: Adriàtica, Tirrena, Jònica, etc.
L'any 1884 l'anglès W.H. Smyth esmenta per primer cop la mar Catalana, però per referir-se al que actualment es denomina mar Catalanobalear. Posteriorment, la mar Catalana s'esmenta a la primera gran campanya oceanogràfica duta a terme a la Mediterrània, una expedició danesa entre els anys 1908 i 1910. En aquest cas s'utilitza per referir-se a les dimensions exactes en què s'utilitza actualment el nom de mar Catalana. D'altra banda, Fontserè, el 1899, parla de regió catalano-balear a un treball sobre precipitacions. No és fins a la dècada dels 50 del segle xx que els científics francesos defineixen els límits exactes de la mar Catalana, incloent-la dins de la mar Balear. Des d'aleshores el nom «mar Catalana» ha estat àmpliament utilitzat, si més no dins de l'àmbit científic.

## Geografia
La mar Catalana és una subconca topogràficament molt ben definida. És continguda en una gran vall submarina d'uns 400 quilòmetres de llargada i 1.800 metres de desnivell que rep el nom de fossa o depressió de València, si més no en el tram superior. L'eix d'aquesta vall presenta una orientació que va del sud-est (Canal o Coll d'Eivissa, 700 metres de profunditat) al nord-est (plana abissal, 2.500 metres de profunditat). Aquesta gran vall submarina és configurada per diversos elements fisiogràfics.

### Plataforma continental
Les vores de la mar Catalana presenten una plataforma continental situada entre els 0 i els 200 metres de profunditat, aproximadament, i una inclinació general inferior a 1,5 graus. L'amplada d'aquesta plataforma és molt variable, anant des dels 5 quilòmetres a la costa nord de Mallorca, fins als 70 quilòmetres enfront de Vinaròs. Aquí, on la plataforma ateny la màxima amplada, rep el nom de Plataforma de Castelló o Plataforma de l'Ebre, on hi ha les illes Columbrets. A les Illes Balears, la plataforma es prolonga des de cap de la Nau fins a l'illa de Menorca, tot i que la seva continuïtat és trencada pels colls d'Eivissa i de Mallorca (fins a 700 m de fondària) provocats per enfonsaments tectònics recents.

### Talús continental
El talús continental de la mar Catalana presenta, en general, pendents de 4 o 5 graus, però arriba a un valor màxim d'11 graus a Menorca. A les zones de major pendent rep el nom d'escarpament:
- Escarpament de Menorca, situat enfront de la costa nord de l'illa de Menorca
- Escarpament de Tramuntana, situat enfront de la costa nord de Mallorca
- Escarpament de l'Ebre, situat al límit de la plataforma de Castelló

### Canyons i canals submarins
La plataforma i el talús continentals són tallats per diversos canyons submarins, que comuniquen les aigües somes amb els fons abissals. Els pescadors de la costa de Catalunya també els anomenen Recs. Molts d'aquests canyons acaben en canals submarins. Els més destacats són, de nord a sud:
Costa de Catalunya
- Canyó de Sant Feliu
- Canyó de Palamós (també dit de la Fonera)
- Canyó de Blanes
- Canyó d'Arenys, el tram final del qual forma el canal de Mataró
- Canyó del Besòs, el tram final del qual forma el canal de Barcelona
- Canyó de Can Pallissó
- Canyó del Morràs
- Canyó de la Berenguera
- Canyó del Foix, el tram final del qual forma el canal de Tarragona
- Canyó de Coma-ruga
- Canyó del Francolí
- Canyó de Buda
- Canyó de la Ràpita, que juntament amb el de Buda i Francolí desemboquen en el canal del Francolí

Costa del País Valencià
- Canyó de Vinaròs, el tram final del qual forma el canal de Vinaròs
- Canyó de Benicarló
- Canyó de Peníscola
- Canyó de Marta
- Canyó d'Irta, el tram final del qual forma el canal d'Irta
- Canyó de Torrenostra
- Canyó d'Orpesa, el tram final del qual forma el canal d'Orpesa
- Canyó de les Columbretes nord
- Canyó de les Columbretes sud

Costa de les Illes Balears
- Canyó de Menorca
- Canyó de Son Bou

La majoria dels canyons i canals submarins acaben desembocant en el canal de València, que recorre la major part de l'eix longitudinal de la mar Catalana. En el seu tram final el canal de València rep el nom de canal de Ramon Llull.